# (32672) 6720 P-L
6720 P-L (asteroide 32672) é um asteroide da cintura principal. Possui uma excentricidade de 0.12447200 e uma inclinação de 0.84944º.
Este asteroide foi descoberto no dia 24 de setembro de 1960 por Cornelis Johannes van Houten e Ingrid van Houten-Groeneveld e Tom Gehrels em Palomar.